# Сара Коннор (персонаж)
Са́ра Ко́ннор (англ. Sarah J. Connor) — один из главных персонажей фильмов «Терминатор». В кино её роль играли Линда Хэмилтон и Эмилия Кларк, а в телесериале — Лина Хиди.
Как персонаж, Сара Коннор получила известность уже после первого фильма — «Терминатор» (1984). После второго фильма из этой серии — «Терминатор 2: Судный день» (1991), зрительский интерес к этому персонажу стал ещё выше. Сара Коннор занимает верхние позиции в разнообразных рейтингах женских кинематографических ролей; особенно часто она упоминается в рейтингах женских ролей в боевиках.

## «Терминатор»
В первом фильме Сара — 19-летняя студентка из Лос-Анджелеса, подрабатывающая официанткой, которая по неизвестным для неё причинам становится главной целью киборга-убийцы из будущего. Её защитником оказывается человек из будущего по имени Кайл Риз. Он рассказывает Саре, что в будущем именно её сын — Джон Коннор — станет тем человеком, который возглавит Сопротивление людей в войне с машинами. Постепенно между молодыми людьми возникает роман, в результате которого происходит зачатие её сына.
В конце фильма Кайл Риз гибнет, спасая жизнь Сары, которой удаётся добить терминатора, уже почти выведенного из строя Кайлом. Повреждённый центральный процессор, извлечённый из обломков под прессом, и рука терминатора, оставшаяся на заводе, где происходила финальная битва, подскажет фирме путь создания искусственного интеллекта. Так появится «Скайнет».
В этом фильме Сара Коннор предстала перед зрителями как персонаж, который под ударами судьбы становится только крепче. Поворотным моментом в развитии экранного образа стал эпизод, когда Кайл оказался смертельно ранен, и Саре пришлось играть лидирующую роль. В её характере вдруг появились твёрдость и уверенность в своих силах. Называя Кайла — «солдат», она фактически показывает, что берёт на себя роль военного командира. И далее, уже на правах такого командира, Сара пытается подбодрить его точно так же, как во многих голливудских фильмах командиры взводов подбадривают своих уставших бойцов, заставляя их тем самым продолжать сражение.

## «Терминатор 2: Судный день»
Происшедшее оказывает сильное влияние на Сару. Узнав о предстоящей ядерной войне и восстании машин, она становится яростной милитаристкой, скупает оружие и тренируется обращаться с ним. Сына она воспитывает, готовя к роли будущего лидера сопротивления. Её неудачная попытка подрыва компьютерного завода Кибердайн Системс приводит к её аресту, а затем заключению в психиатрическую больницу для душевнобольных преступников Пескадеро. Главный врач клиники, Питер Зильберман (который фигурировал в первом фильме как полицейский психиатр), считает её неизлечимой, хотя Сара пытается улучшить свое поведение ради возможности увидеть Джона.
К концу трети фильма Сара почти совершает побег из клиники, как вдруг сталкивается в выходных дверях с новым T-800. В ужасе приняв его за робота из первой части, она бежит обратно к санитарам, но Джон успокаивает её и сообщает, что этот Терминатор добрый, а затем появляется T-1000, который и есть настоящий враг.
Сара вместе с сыном и роботом-защитником пускается в путешествие на украденной машине, планируя дальнейшие действия. Хотя Сара не доверяет Терминатору и ждёт подвоха, она замечает искреннюю привязанность Джона к роботу (который, похоже, начал отвечать взаимностью) и про себя отмечает, что хотя у Джона в жизни было много мужских фигур (т.к. Сара часто искала любовников с навыками владения оружием, дабы передать их Джону), именно T-800 стал первым, который всегда рядом.
Сара решает убить Майлза Дайсона, главного учёного компании Кибердайн, чтобы предотвратить создание Скайнет. Хотя ей удаётся его ранить, она не находит в себе силы убить его на глазах его семьи. Появившиеся Джон и Терминатор помогают ей успокоиться, а затем рассказывают Дайсону о будущем. В результате все вместе они отправляются в компанию и уничтожают её, а затем уже без Майлза команда отправляется на плавильный завод, где побеждают T-1000. Когда Терминатор решает тоже себя уничтожить, дабы увериться в победе над Скайнет на 100%, он доверяет это Саре. На прощание он жмёт руку Саре и обнимает плачущего Джона.
В книге, написанной сценаристами фильма, есть эпизод, из которого можно узнать, что Сара участвовала в войне против машин в будущем и погибла в 2010 году вместе с небольшим отрядом солдат, попав в засаду роботов-терминаторов.
В расширенной версии фильма есть альтернативная концовка, где в мирном будущем пожилая Сара Коннор рассказывает о том, что Судный день не настал.

## «Терминатор 3: Восстание машин»
По сюжету фильма «Терминатор 3: Восстание машин» Сара Коннор умерла от лейкемии в 1997 году, вскоре после событий второй части. На её могиле годом рождения ошибочно указан 1959, вместо 1965.
В середине фильма выясняется, что Сара так и не поверила до конца в победу над машинами, поэтому по завещанию её тело было кремировано, прах развеян на территории Мексики, а фальшивая могила была наполнена оружием для Джона. По ходу фильма Джон, его будущая жена Кейт Брустер и терминатор T-850 забирают его.

## «Терминатор: Да придёт спаситель»
В фильме «Терминатор: Да придёт спаситель» присутствует запись голоса этого персонажа, которую её сын прослушивает в 2018 году.

## «Терминатор: Генезис»
В декабре 2013 года студии Paramount Pictures, Skydance Productions и Annapurna Pictures, запланировавшие перезапуск медиафраншизы «Терминатор», объявили исполнительницу роли Сары Коннор в фильме «Терминатор: Генезис». Основными претендентками были голливудские актрисы Бри Ларсон и Марго Робби. Однако на роль была выбрана Эмилия Кларк, знакомая зрителям по телесериалу «Игра престолов».
По сюжету фильма биография Сары полностью меняется, из-за того, что Т-1000 отправляется в более раннюю точку и убивает родителей Сары в 1973 году. 9-летнюю Сару спасает Терминатор Т-800 по имени Папс, который становится её воспитателем. Теперь Сара с самого начала обретает военные навыки и знает о своей миссии. В этом новом качестве она и встречает ничего не подозревающего Кайла Риза, прибывающего в 1984 год.
Хотя Сара заранее знает от Папса о Джоне и Ризе, она внутренне отвергает такую судьбу и хочет жить по своему усмотрению. Поэтому она и Кайл полны решимости предотвратить Судный день и исключить любую возможность появления Скайнета. Ради этого они на самодельной версии машины времени Кибердайн, собранной Сарой и Папсом, отправляются в 2017 год, ставший новым временем активации Скайнета. В финале фильма кажется, что им удалось предотвратить Судный День, и они втроём с Папсом отправляются строить новую жизнь. Но в коротком фрагменте после титров показано, что ИИ выжил.

## Сериал «Терминатор: Хроники Сары Коннор»
Сара Коннор должна была умереть 4 декабря 2005 от рака, но этого не случилось, потому что терминатор неизвестной модели Камерон отправила её, себя и Джона из 1999 в будущее — 2007 год.

## Критика и отзывы
- В 2015 году журнал Empire поставил Сару Коннор на 58-е место в списке «100 лучших персонажей фильмов»[7]